# A Pavorosa
Revolta d'A Pavorosa foi uma tentativa de golpe de Estado promovido por Caetano Gaspar de Almeida e Noronha (o conde de Peniche) que deveria ter eclodido a 22 de julho de 1872. O movimento militar não chegou a sair à rua, dado que o Governo tomara rigorosas medidas de prevenção, mobilizando as tropas. A chefia militar do movimento cabia ao general Cruz Sobral. Fontes Pereira de Melo mandou prender, além do conde de Peniche e do general Cruz Sobral, António Joaquim Vieira de Magalhães (o conde de Magalhães) e Carlos Ramiro Coutinho (o visconde de Ouguela), entre outros. Os implicados foram amnistiados em 1873.